# Sticherus hypoleucus
Sticherus hypoleucus är en ormbunkeart som först beskrevs av Sod., och fick sitt nu gällande namn av Edwin Bingham Copeland. Sticherus hypoleucus ingår i släktet Sticherus och familjen Gleicheniaceae. Inga underarter finns listade.